# Ikunolita
La ikunolita és un mineral de la classe dels sulfurs. Rep el seu nom de la seva localitat tipus: la mina Ikuno, situada a la prefectura d'Hyogo, al Japó.

## Característiques
La ikunolita és un sulfur de fórmula química Bi₄S₃. Cristal·litza en el sistema trigonal. La seva duresa a l'escala de Mohs és 2. És un minerals isostructural amb la joseïta i la laitakarita.
Segons la classificació de Nickel-Strunz, la ikunolita pertany a «02.DC - Sulfurs metàl·lics, amb variable proporció M:S» juntament amb els següents minerals: hedleyita, ingodita, joseïta-B, kawazulita, laitakarita, nevskita, paraguanajuatita, pilsenita, skippenita, sulfotsumoïta, tel·lurantimoni, tel·lurobismutita, tetradimita, tsumoïta, baksanita, joseïta-C, protojoseïta, sztrokayita, vihorlatita i tel·luronevskita.

## Formació i jaciments
Va ser descoberta a la mina Ikuno, situada a la ciutat d'Asago, a la prefectura d'Hyogo de la regió de Kinki, al Japó. Tot i no tractar-se d'una espècie gens abundant ha estat descrita en tots els continents del planeta.